# Bassa de cap Gros
La Bassa de Cap Gros és una bassa temporània situada al final de la pista que va de Mas Puignau fins al Cap Gros, al terme municipal del Port de la Selva. Es tracta d'una bassa de nivell molt variable en funció de les pluges, que pot arribar a ocupar una superfície màxima
d'unes 0,22 Ha.
La vegetació del voltant de la bassa és formada per brolles i bruguerars silícicoles mediterranis, de terra baixa. El caràcter temporal i fluctuant de la bassa no permet l'existència d'un cinyell helofític. Les comunitats vegetals -herbassars humits, jonqueres, comunitats algals, etc.- són molt variables al llarg de l'any, en funció del nivell hídric. Pel que fa als hàbitats, la bassa correspon a l'hàbitat d'interès comunitari prioritari 3170* Basses i tolls temporers mediterranis.
Quan a la fauna, la bassa destaca com a punt d'aturada migratòria d'ocells, com a punt de reproducció d'alguns amfibis, i sobretot per la seva fauna d'invertebrats, ja que s'hi ha citat espècies de gran importància corològica, com Triops cancriformis, Tanymastix stagnalis, Maghrebestheria maroccana, etc. No es detecten factors que afectin negativament aquest espai, força isolat.
Aquesta zona humida es troba dins el Parc Natural de Cap de Creus i està inclosa també a l'Espai d'Interès Natural "Cap de Creus", a l'espai de la Xarxa Natura 2000 ES5120007 "Cap de Creus" i al Paratge natural d'interès nacional de Cap Gros-Cap de Creus.